# Quasar (Marvel)
Quasar (Wendell Elvis Vaughn) is een fictieve superheld uit de comics van Marvel Comics. Hij werd bedacht door schrijvers Don Glut en Roy Thomas en tekenaar John Buscema. Quasar verscheen voor het eerst in Captain America #217 in januari 1978, onder de naam Marvel Boy. Hij veranderde dit eerst in Marvel Man en nam in The Incredible Hulk #234 uit april 1979 de naam Quasar aan.
Quasar is van oorsprong een mens zonder bovenmenselijke gaven, getraind in spionage en gevechtskunsten door S.H.I.E.L.D.. Hij wordt een kosmische superheld wanneer hij de door de entiteit Eon geschapen Quantum Bands om zijn polsen doet (en zo permanent bevestigt aan zijn zenuwstelsel). Dit maakt dat hij direct verbonden is met de ongelimiteerde energiebron Quantum Zone. Hierdoor kan Quasar vliegen, stralen kwantumenergie afschieten, door hyperruimte reizen, macht uitoefenen over verschillende soorten energie, solide constructies gemaakt van licht fabriceren en krachtvelden vormen.

## Biografie
Wendell Vaughn is een S.H.I.E.L.D.-agent die wordt aangesteld als beveiliger van een onderzoekscentrum. Wetenschappers doen hier onderzoek naar de mogelijkheden van de Quantum Bands van de overleden Crusader, de voormalige Marvel Boy uit de jaren 50. Een man genaamd William Wesley test ze hier uit en blijkt er uitzonderlijke vermogens van te krijgen, maar sterft wanneer deze hem te veel worden. Als de criminele organisatie A.I.M. het onderzoekscentrum belaagt, doet Vaughn de Quantum Bands om. Die stellen hem in staat de aanval af te slaan. Wanneer de energie van de banden ook hem dreigt te verpulveren, komt hij erachter dat hij dit kan voorkomen door rustig te blijven en mee te gaan in wat er gebeurt. Dit in tegenstelling tot het tonen van onbuigzame wilskracht, wat S.H.I.E.L.D. tevergeefs van hem verlangt. Nu in het bezit van uitzonderlijke vermogens, neemt Vaughn de codenaam Marvel Boy aan, Die verandert hij daarna in Marvel Man en ten slotte in Quasar.
Quasar reist af naar Uranus, waar voormalig Marvel Boy Robert Grayson de Quantum Bands verkreeg. Hier legt de kosmische entiteit Eon hem uit dat ze zijn creatie zijn. Ze zijn bestemd voor een door hem aangewezen Protector of the Universe, een functie die de Kree Captain Mar-Vell als laatste uitoefende. Quasar accepteert Eons aanbod om deze verantwoordelijkheid op zich te nemen. Naar aanleiding hiervan wordt zijn geest geopend voor de ware omvang van de capaciteiten van de Quantum Bands en krijgt hij de beschikking over de volledige potentie van de objecten.

## Andere Quasars
Wendell Vaughn is de eerste Quasar en degene die de naam doorgaans voert. Daarnaast zijn er een aantal ander personages binnen het Marvel Universum die een tijd de beschikking kregen over de Quantum Bands en daarmee tijdelijk Quasar werden. Voorbeelden hiervan zijn de personages Phyla-Vell, Richard Rider (Nova) en Avril Kincaid.

## Marvel Cinematic Universe
Sinds 2023 verschijnt een versie van Quasar genaamd Quaz in het Marvel Cinematic Universe, waarin hij gespeeld wordt door William Jackson Harper. Hierin is Quasar een telepaat en lid van de Freedom Fighters in de Quantum Realm. Hij verschijnt onder andere in de film:
- Ant-Man and the Wasp: Quantumania (2023)